# 表面尘埃质量分析仪
表面尘埃质量分析仪（SUDA）是一台采用碰撞电离，并针对高质量分辨率进行了优化的反射式飞行时间质谱仪。该仪器于2015年5月被选中，用于执行计划于2025年飞往木星卫星木卫二的欧罗巴快船任务。
木卫二内部的液态水海洋被确定为太阳系中可能为微生物外星生命提供了宜居环境的位置之一，该仪器将利用欧罗巴快船低空飞越时提供的对表面和潜在羽流的取样机会，直接测量从木卫二喷射出来的细小固体粒子成分。

## 概述
成分测绘的基本想法是，没有大气层的卫星被流星体轰击出的表面尘埃粒子云所包围，从轨道上或在航天器飞越期间可对喷射出的粒子进行取样并分析其成分。由于这些颗粒是来自卫星冰面的直接样本，因此测定这些成分将有助于确定卫星表面及其下方的地质活动、与更深内部的交换过程，并评估其内部海洋潜在宜居性，该仪器能够识别喷射物冰中的痕量有机和无机化合物。
表面尘埃质量分析仪承继了卡西尼号宇宙尘分析仪和星尘号彗星和星际尘埃分析器技术，该设备首席研究员是科罗拉多大学博尔德分校的萨沙·坎普夫萨沙·坎普夫（Sascha Kempf），共同研究人员包括米哈利·霍兰尼（Mihaly Horanyi ）和佐尔坦·斯特诺夫斯基（Zoltan Sternovsky）。
| 参数           | 单位/性能               |
| -------------- | ----------------------- |
| 质量           | 5千克（11磅）           |
| 尺寸           | 26.8 × 25.0 × 17.1厘米3 |
| 敏感区         | 220厘米2                |
| 有效质量分辨率 | 200 到 250 m/Δm         |
| 灵敏质量范围   | 1-250 原子质量单位      |

## 目标
表面尘埃质量分析仪目标为：
- 提供轨道飞行器所飞行轨迹区的木卫二空间成分解析图。
- 通过测量卫星附近尘埃的成分、大小、速度和空间分布，描述木卫二表面因外源尘埃影响而发生的变化。
- 通过测量卫星附近尘埃粒子的静电荷，研究木卫二局部等离子体环境。